# قائمة الأفارقة الحاصلين على جائزة نوبل
جائزة نوبل هي جائزة دولية تمنح سنويا منذ عام 1901 لإنجازات كبيرة في الفيزياء، الكيمياء، علم وظائف الأعضاء أو الطب، الأدب، والسلام. وقد تم تأسيس جائزة نوبل في العلوم الاقتصادية في عام 1969. وقد مُنحت جوائز نوبل لأكثر من 800 شخص.
حصد الأفارقة على خمس جوائز من ست مجالات مختلفة لجائزة نوبل: السلام، الفيزياء، علم وظائف الأعضاء أو الطب والأدب والكيمياء. أول فائز أفريقي أسود كان، ألبرت جون لوتولي، ولقد حصل على جائزة نوبل للسلام في عام 1960، وأول أفريقي أبيض حصل على جائزة نوبل لعلم وظائف الأعضاء أو الطب كان ماكس تيلر في عام 1951. وأخيرا تم منح كلا من إلين جونسون سيرليف وليما غبوي، جائزة نوبل في عام 2011.
أشهر فائز بجائزة نوبل للسلام من الأفارقة كان نيلسون مانديلا (1918 - 2013) وهو أول رئيس منتخب ديمقراطيا في جنوب أفريقيا، ولقد لعب دورا رئيسيا في إلغاء قوانين الفصل العنصري. ولقد حصل على جائزة نوبل للسلام عام 1993 مع الرئيس فريديريك ويليم دي كليرك.
كان من ضمن الحائزين على جائزة نوبل من الأفارقة رئيسان هما: الرئيس المصري أنور السادات في عام 1978 ورئيس جنوب أفريقيا فريديريك ويليم دي كليرك في عام 1993. تم تكريم السادات مع رئيس الوزراء الإسرائيلي مناحيم بيغن على الجهود التي بذلاها من أجل التوصل إلى اتفاق سلام بين البلدين. فاز فريديريك ويليم دي كليرك بجائزة نوبل للسلام مع نيلسون مانديلا، الذي قاد حزب المؤتمر الوطني الأفريقي ولكن لم يكن رئيس جنوب أفريقيا حتى عام 1994.

## الحائزين على الجائزة
| السنة | الصورة | الإسم                   | البلد                  | المجال                    | ملاحظة                                           |
| ----- | ------ | ----------------------- | ---------------------- | ------------------------- | ------------------------------------------------ |
| 1951  |        | ماكس تيلر               | جنوب أفريقيا           | الطب أو علم وظائف الأعضاء | أول أفريقي أبيض يفوز بجائزة نوبل                 |
| 1957  |        | ألبير كامو              | فرنسا (ولد في الجزائر) | الأدب                     | أولا أفريقي أبيض يفوز بجائزة نوبل في الأدب       |
| 1960  |        | ألبرت جون لوتولي        | جنوب أفريقيا           | السلام                    | أول أفريقي أسود يفوز بجائزة نوبل                 |
| 1978  |        | أنور السادات            | مصر                    | السلام                    | أول عربي أفريقي يفوز بجائزة نوبل                 |
| 1979  |        | آلن كورماك              | جنوب أفريقيا           | الطب أو علم وظائف الأعضاء |                                                  |
| 1982  |        | آرون كلوغ               | جنوب أفريقيا           | جائزة نوبل في الكيمياء    |                                                  |
| 1984  |        | ديزموند توتو            | جنوب أفريقيا           | السلام                    |                                                  |
| 1985  |        | كلود سيمون              | فرنسا (ولد في مدغشقر)  | الأدب                     |                                                  |
| 1986  |        | وولي سوينكا             | نيجيريا                | الأدب                     | أول شخص أفريقي أسود يفوز بجائزة نوبل للآداب      |
| 1988  |        | نجيب محفوظ              | مصر                    | الأدب                     | أول شخص من شمال أفريقيا العربية يفوز بجائزة نوبل |
| 1991  |        | نادين غورديمير          | جنوب أفريقيا           | الأدب                     | أول امرأة أفريقية بيضاء تفوز بجائزة نوبل         |
| 1993  |        | نيلسون مانديلا          | جنوب أفريقيا           | السلام                    |                                                  |
| 1993  |        | فريديريك ويليم دي كليرك | جنوب أفريقيا           | السلام                    |                                                  |
| 1997  |        | كلود كوهين تانوجي       | فرنسا (ولد في الجزائر) | الفيزياء                  |                                                  |
| 1999  |        | أحمد زويل               | مصر                    | الكيمياء                  |                                                  |
| 2001  |        | كوفي أنان               | غانا                   | السلام                    |                                                  |
| 2002  |        | سيدني برانر             | جنوب أفريقيا           | الطب أو علم وظائف الأعضاء |                                                  |
| 2003  |        | جون ماكسويل كويتزي      | جنوب أفريقيا           | الأدب                     |                                                  |
| 2004  |        | وانجاري ماثاي           | كينيا                  | السلام                    | أول إمرأه سوداء أفريقية تفوز بجائزة نوبل         |
| 2005  |        | محمد البرادعي           | مصر                    | السلام                    |                                                  |
| 2011  |        | إلين جونسون سيرليف      | ليبيريا                | السلام                    |                                                  |
| 2011  |        | ليما غبوي               | ليبيريا                | السلام                    |                                                  |